# مارکس، روسیه
شهر مارکس، روسیه (به روسی: Маркс) در کشور روسیه و در اوبلاست ساراتوف واقع شده‌است.